# 朝のホットライン
『朝のホットライン』（あさのホットライン）は、TBS系列で1981年（昭和56年）9月28日から1990年（平成2年）3月30日まで生放送されていた朝の情報番組である。1988年（昭和63年）3月28日からは、『HOTLINE』（ホットライン）のタイトルで放送。

## 概要

### 1981年～1985年 五味・荻島時代
前番組『テレビ列島7時』を打ち切って急遽番組が立ち上げられたため、スタート当初は番組名が決まっておらず、『朝のワイドX』という仮称で放送された。その後、番組内で名称を一般公募（採用者には賞金100万円を進呈）し、その中から選ばれた『朝のホットライン』を正式番組名として1981年11月16日から使用した。ラジオの手法を取り入れながら、ニュースやスポーツ・トレンド情報などの朝の話題に加えて、全国のJNN各局からも生中継で話題を伝える番組だった。また番組専用電話番号もあり視聴者から身近な情報を提供してもらっていた。
初代総合司会はTBSアナウンサーの五味陸仁が務めたが、半年後の1982年3月29日に番組がリニューアルされ出演者を総入れ替え。2代目総合司会に静岡放送（SBS）アナウンサー（当時）の荻島正己、進行司会には本番組の直前に放送されていた天気番組を担当していた宇江佐りえが、さらに天気キャスター「ザ・お天気マン」に前田武彦、スポーツキャスターには番組ディレクターで当時TBS映画社（現在のTBSスパークル）の社員だった大沼啓延がそれぞれ起用された。
荻島は当初半年間のリリーフ登板という形でSBSに在籍したままTBS（当時の東京放送）の嘱託社員として契約を結び出向していた。しかし、荻島の司会交代後番組は軌道に乗った事から契約がその都度延長されていた。結局荻島は1985年3月に3年間勤めた番組を勇退するとともにSBSを退社しフリーに転向した。
前田は、1973年に自身が司会をしていた『夜のヒットスタジオ』（フジテレビ系列）において、日本共産党の議員候補が選挙で当選したことを受けて生放送中に万歳をしたことが問題となり、以後大半の番組を降板させられ、メディア出演から遠ざかっていたが、『朝のホットライン』への出演を機にメディアに本格復帰した。

### 1985年～1990年 草野時代
そして荻島に代わってNHKからフリーに転じた草野仁がTBSと専属契約を結び、4月1日から本番組の総合司会を務めた
。さらにレギュラーとして当時はまだ二つ目の若手落語家だった立川志の輔も起用。同時にそれまで8時終了だった本番組を、キャスター・スタッフが兼務していた『ときめき生情報810』と統合させたうえで8:30までの80分番組（8:00 - 8:10は『JNN8時のニュース』放送のため中断）とした。
草野仁が司会在任中の1985年4月1日から1987年9月25日までTBS制作の情報番組は『森本ワイドモーニングEye』の森本毅郎、『3時にあいましょう』の野村泰治といった元NHKアナウンサー3人が司会をしていた（草野仁は1990年9月28日、森本毅郎は1987年9月25日、野村泰治は1988年3月25日まで）。
1986年秋からは「風のエトランゼ」から新たなテーマ曲に刷新するリニューアルが行われ、1987年3月30日からは『8時のニュース』も統合して90分番組となった。しかし、一時は民放の同時間帯で首位を獲得した視聴率がこの頃、裏番組の『ズームイン!!朝!』（日本テレビ）に追い抜かれ番組は迷走を始める。1988年3月28日からは、一部主要キャスターの入れ替えと共に番組タイトルを『HOTLINE（ホットライン）』に改めリニューアルを行ったが視聴率は盛り返す事が出来ず、1990年3月30日に放送を終了。『朝のワイドX』から続いた8年半の歴史に幕を下ろし、4月からは草野・志の輔を出演者に残したまま番組タイトル・内容・テーマ曲等を全面リニューアルした『THE WAVE』が開始するも、わずか半年の1990年9月28日をもって放送を終了した。

### スタジオ
使用スタジオは開始当初テレビ局舎の報道スタジオだったDスタジオが使用され、1983年4月から1984年9月までは同スタジオに置かれた他時間帯のニュース番組と共用のスタジオセットが使われていたが、1984年10月に『JNNニュースコープ』の50分枠拡大に合わせてセットを変更するに当たり、スタジオをEスタジオに移動。1987年から終了まではFスタジオで放送されていた。

### 制作体制
番組制作は第二制作局→社会情報局の報道制作部が担当だった。1983年4月1日まで当番組で朝の『JNNニュース』を放送していた名残で、最終回の1990年3月30日まで『製作著作TBS』の表示はなかった。なお、後継番組の『THE WAVE』から『製作著作 TBS』やスタッフロールが表示されるようになった。
1989年1月8日（日曜日）の昭和天皇崩御特別番組では当番組の司会をしていた草野・野口が午前の番組に出演していた。秋田放送・南海放送では日本テレビの報道特別番組を放送していたため、放送されなかった。

## 放送時間・タイトル変遷
| 期間       | 期間       | 番組タイトル     | 放送時間（JST）      | 放送時間（JST）     |
| 期間       | 期間       | 番組タイトル     | 第1部                | 第2部               |
| ---------- | ---------- | ---------------- | -------------------- | ------------------- |
| 1981.9.28  | 1981.11.13 | 朝のワイドX      | 7:00 - 8:10（70分）  | （放送なし）        |
| 1981.11.16 | 1983.4.1   | 朝のホットライン | 7:00 - 8:10（70分）  | （放送なし）        |
| 1983.4.4   | 1985.3.29  | 朝のホットライン | 7:00 - 8:00 （60分） | （放送なし）        |
| 1985.4.1   | 1987.3.27  | 朝のホットライン | 7:00 - 8:00 （60分） | 8:10 - 8:30（20分） |
| 1987.3.30  | 1988.3.25  | 朝のホットライン | 7:00 - 8:00 （60分） | 8:00 - 8:30（30分） |
| 1988.3.28  | 1990.3.30  | HOTLINE          | 7:00 - 8:00 （60分） | 8:00 - 8:30（30分） |

## 出演者
| 期間      | 期間      | 総合司会 | アシスタント | スポーツ | 天気     |
| --------- | --------- | -------- | ------------ | -------- | -------- |
| 1981.9.28 | 1982.3.26 | 五味陸仁 | 若杉恵子     | （不明） | （不明） |
| 1982.3.29 | 1984.3.30 | 荻島正己 | 宇江佐りえ   | 大沼啓延 | 前田武彦 |
| 1984.4.2  | 1984.9.28 | 荻島正己 | あさののぞみ | 大沼啓延 | 前田武彦 |
| 1984.10.1 | 1985.3.29 | 荻島正己 | 二階堂杏子   | 大沼啓延 | 前田武彦 |
| 1985.4.1  | 1987.9.25 | 草野仁   | 有村かおり   | 大沼啓延 | 前田武彦 |
| 1987.9.28 | 1988.3.25 | 草野仁   | 有村かおり   | 大沼啓延 | 相沢早苗 |
| 1988.3.28 | 1990.3.30 | 草野仁   | 野口雅子     | 大沼啓延 | 岡田泰典 |

### 備考
- このうち五味・有村・野口・岡田は当時TBSアナウンサー[注釈 14]、荻島は当時静岡放送アナウンサー（TBS出向）、草野は当時TBS局契約アナウンサー（専属契約）。大沼は当時TBS映画社→TBSビジョン[注釈 15]所属。それ以外はフリーランス。

### その他
- 鳥井守幸（コメンテーター）[1]
- 田畑光永（コメンテーター）
- 宇都木員夫（芸能デスク） - 1989年10月～1990年3月
- 阿川佐和子（リポーター）
- 立川志の輔（リポーター、『THE WAVE』も続投）
- 桂都丸（リポーター）
- 高橋進（リポーター）- 当時TBSアナウンサー
- キャシー中島、林寛子 （後期8時台 日替りコーナー担当）

## 主なコーナー

### 五味 - 荻島時代
お天気マン・スポーツマン・ビッグマンなどは草野に交代後も放送。
- 朝の最新ニュース（1981年9月28日 - 1983年4月1日）
JNNニュースの枠として適用されていた。本番組の前後に『JNNおはようニュース&スポーツ』『JNN8時のニュース』が開始したため、一旦本番組からは独立する。
- ザ・スポーツマン
スポーツを通じて繰り広げられた人間ドラマに焦点を当てながら、放送前日の主なスポーツの結果を伝えたコーナー。テレビのスポーツニュースとしては珍しく、プロ野球などの試合のダイジェストVTRにナレーションを一切入れない代わりに、ドラマの惹句や歌謡曲の歌詞を彷彿とさせる字幕を大きく表示させていた。
- ビッグマン
ある著名人へ朝から夜までの密着取材を行うコーナー[1]。
- 100人中継
旬の話題になる場所へ出向き、番組開始の「おはようございま〜す!!」コールや、即興アンケートを実施してコーナーを盛り上げた。参加者の中には明らかに「出たがり」な人も少なからずいた。
- HOT君の旅
トヨタ・タウンエース（2代目）の屋根にHOT君の大型バルーンを積載。番組スタッフと一般公募で選ばれたリポーターが乗り込み、全国を旅して回った。
- ポップルポップ
毎朝一曲洋楽に乗せてイメージビデオをオンエア。番組は開始からこのコーナー前までモノラル放送であるが、このコーナーからステレオ放送になる。後に「ポップルポップinUSA」にタイトル変更。ニューヨークから電話で最新の全米ヒットチャートをリポートしていた。
- ザ・お天気マン（ - 1987年9月25日）
元々、気象に関して造詣が深かった前田武彦[注釈 16]が、生中継で天気図などの解説を交え、天気予報を伝えた。出演時は水兵帽を被っていた。
月曜日 - 木曜日は、当時のTBS本社屋上や日本武道館近くの北の丸公園[注釈 17]を中心に東京から放送。
ネット局のスタジオからも毎日3局、女性アナウンサーがクロマキー合成で映された各地の空を背景に各地方の天気概況を伝え、セットは各局ともにクロマキーの前にアナウンサーが座り、テーブルにネームプレートを置く形式で統一されていた。
ザ・お天気マンのBGMとして、シンセサイザーを駆使したドイツのバンドCUSCOの『Alcatraz』が使われた。その曲は視聴者からの反響や問い合わせも多く、広く知られるところとなったが、同じくドイツの電子音楽グループ・クラフトワークの楽曲『Computer World』も同コーナーの一部で使われ続けた。
金曜日のみ大阪から、近藤光史（当時MBSアナウンサー）とともに中継で出演していた。日によっては、100人中継と同じ場所から中継することもあった。

### 草野時代
- 8時のニュース（1987年4月1日 - 1990年3月30日）
当番組内包後は8時に『JNNおはようニュース&スポーツ』と同じ時報を流してニューススタジオに切り替えていた。
- 志の輔の出た出たデータ
後期からは「志の輔の今週の出た出たニッポン」に変更、毎回志の輔がタイトルコールした後、志の輔が「略して…」というと、出演者全員で「出た…ポン!」と言いながらおなかを叩いて始まる。後にこの場面は、この回の中継先の人々が担当する様になった。
- ぴっかりにっこり今日のお天気、早苗のちょっと物知り
いずれも天気担当の相沢早苗による、天気コーナーの後の小ネタコーナー。
- キャラバンII（リメイク版）
- TOKYO新ハッ見!
東京都内の最新スポットを紹介。コーナーテーマは小泉今日子「なんてったってアイドル」のイントロ部分。スピンオフ企画で「札幌-」や「ヒロシマ‐」もあった。
- エアロビクス
有村かおりがレオタードに着替え、表参道のスポーツクラブから生中継していた。
- 生中クイズ
中継先からクイズを出題、番組内の答えをはがきで応募すると、抽選で数名に番組特製テレホンカードをプレゼントしていた。
- 岡やんのけさコッコ
中継先の岡田泰典が天気予報を終えてから俳句を詠み、スタジオの草野が採点していた。
- 女のネットワーク
8時台に放送。『ときめき生情報810』の「耳より情報 女のネットワーク」を引き継いだ。当日の「お天気マン」と同じ系列局のアナウンサーがスタジオから話題を紹介した。
- スケッチオンライブ
8時台に放送。系列各局からの生中継コーナー。これ以前から系列各局からの中継コーナー自体は放送されていた。「お天気マン」・「女のネットワーク」・中継コーナーに出演するアナウンサーの中には『ザ・ベストテン』の追っかけマン・追っかけウーマンも並行して務めていたアナウンサーがいた。
- ジャスト10ミニッツ
トレンド系のミニ特集コーナー。
- 草野仁のざっくばらん
8時台に放送。司会の草野とゲストとのトークコーナー。

## 放映ネット局
系列は当時の系列。
| 放送対象地域          | 放送局                | 系列           | 備考 |
| --------------------- | --------------------- | -------------- | --- |
| 関東広域圏            | 東京放送（TBS）       | TBS系列        | 制作局 現在：TBS                                                                                            |
| 北海道                | 北海道放送（HBC）     | TBS系列        | |
| 青森県                | 青森テレビ（ATV）     | TBS系列        | |
| 岩手県                | 岩手放送（IBC）       | TBS系列        | 現在：IBC岩手放送                                                                                           |
| 宮城県                | 東北放送（TBC）       | TBS系列        | |
| 秋田県                | 秋田放送（ABS）       | 日本テレビ系列 | 番組販売での参加                                                                                            |
| 山形県                | テレビユー山形（TUY） | TBS系列        | 開局翌日の1989年10月2日から （実際はサービス放送中の1989年9月25日から）                                     |
| 福島県                | 福島テレビ（FTV）     | フジテレビ系列 | 1983年9月30日打ち切り 1983年3月まではTBS系列とのクロスネット局                                              |
| 福島県                | テレビユー福島（TUF） | TBS系列        | 開局翌日の1983年12月5日から （実際は1983年11月22日試験放送開始から）                                        |
| 山梨県                | テレビ山梨（UTY）     | TBS系列        | |
| 新潟県                | 新潟放送（BSN）       | TBS系列        | |
| 長野県                | 信越放送（SBC）       | TBS系列        | |
| 静岡県                | 静岡放送（SBS）       | TBS系列        | |
| 石川県                | 北陸放送（MRO）       | TBS系列        | |
| 中京広域圏            | 中部日本放送（CBC）   | TBS系列        | 現：CBCテレビ                                                                                               |
| 近畿広域圏            | 毎日放送（MBS）       | TBS系列        | |
| 島根県 鳥取県         | 山陰放送（BSS）       | TBS系列        | |
| 岡山県 →岡山県 香川県 | 山陽放送（RSK）       | TBS系列        | 現：RSK山陽放送 1983年3月までの放送免許エリアは岡山県のみ 1983年4月から相互乗り入れにより香川県もエリア認定 |
| 広島県                | 中国放送（RCC）       | TBS系列        | |
| 山口県                | テレビ山口（TYS）     | TBS系列        | 1987年9月まではフジテレビ系列とのクロスネット局                                                             |
| 愛媛県                | 南海放送（RNB）       | 日本テレビ系列 | 番組販売での参加                                                                                            |
| 高知県                | テレビ高知（KUTV）    | TBS系列        | |
| 福岡県                | RKB毎日放送（RKB）    | TBS系列        | |
| 長崎県                | 長崎放送（NBC）       | TBS系列        | |
| 熊本県                | 熊本放送（RKK）       | TBS系列        | |
| 大分県                | 大分放送（OBS）       | TBS系列        | |
| 宮崎県                | 宮崎放送（MRT）       | TBS系列        | |
| 鹿児島県              | 南日本放送（MBC）     | TBS系列        | |
| 沖縄県                | 琉球放送（RBC）       | TBS系列        | |

## テーマ曲
- 「風のエトランゼ」マイケル・カーン&グランド・オーケストラ
1986年9月まで使用。『朝のワイドX』当時はサビ部分を、『朝のホットライン』からはAメロ部分を採用。なお、原曲を長調にしたアレンジ版で、演奏もレコード版とは異なる（番組で使用したバージョンは現在も音源化されていない）。また、1985年4月から1986年9月頃までの7:00と8:10では曲が開始する部分が異なっていた。
- 曲名不明
1986年10頃から1988年3月25日まで使用。使用以前の1986年に日本テレビ『全国高等学校クイズ選手権』（1988年3月から裏番組である日本テレビ『ズームイン!!朝!』を担当する福留功男司会）の各県代表決定BGMとして使われていた。
- 「ENERGY」CHAGE&ASKA
1988年3月28日から1989年まで使用。THE ALPHAが演奏を担当。'87 インストルメンタル版が使われ、のちに歌詞付でアルバム発売
- 「ALCATRAZ」CUSCO
ザ・お天気マンのBGM。1998年にソニー盤は、KTCM-111として再発CD化されている（CD旧盤はCBS/SONY-DESERT ISLAND/28DP5151。ユピテル工業は、波音入りVIRGIN ISRAND/YC35-2）。
なお、本番組は東北新幹線が開業した1982年6月23日は関連特番「みちのくに緑の疾風」[注釈 18]の一部として放送されたため、全編東北新幹線関連の内容で放送されたが、本番組の時間帯に挿入されていた天気予報コーナーでは本曲が通常通り使用されていた（お天気マンの出演はなし）。